# Sotnik
Sotnik (russo: сотник, traslitterato sotnik, ucraino: сотник, traslitterato: sotnyk, bulgaro: стотник, traslitterato: stotnik) è attualmente un grado dei cosacchi registrati della Federazione Russa. In passato era un grado militare tra gli Staršiná (ufficiali militari) cosacchi e, nel XVII secolo tra gli Strel'cy  del Regno di Russia.

## Carica amministrativa
Oltre che essere un grado militare il Sotnik era capo di unità territoriali. Tra i società cosacchi del Sič di Zaporižžja, dell'Etmanato cosacco e della Sloboda Ucraina, i territori erano organizzati secondo le linee dell'organizzazione militare e comandati da ufficiali. Durante la Rivolta di Chmel'nyc'kyj e nell'etmanato cosacco (XVII-XVIII secolo), i sotnyk erano i capi delle suddivisioni amministrative territoriali chiamate sotnyas. ogni sotnyk era subordinato al Polkovnik (colonnello) che aveva il controllo di un Polk, che costituiva allo stesso tempo una divisione amministrativa primaria e una unità militare paragonabile a un reggimento.

## Etimologia
La parola sotnik, nella maggior parte delle lingue slave significa letteralmente comandante di un centinaio di uomini, proprio come il termine latino Centurione nelle truppe dell'Impero Romano.

## Russia
In Russia dal IX secolo all'inizio del XVIII secolo esisteva una posizione militare denominata Sotennyj golova (cirillico: со́тенный голова́) o Golova sotennyj (cirillico: голова сотенный) ossia Capo dei Cento. Durante il servizio che i cosacchi svolsero all'interno dell'Esercito Imperiale Russo, il tipico reggimento era costituito da cinque Sotnja, unità militare che poteva essere approssimativamente considerata l'equivalente della centuria dell'Esercito romano e di una compagnia, o di uno squadrone di cavalleria degli eserciti moderni al cui comando vi era il sotnik. Il termine venne generalmente utilizzato sia per quanto riguarda le formazioni di fanteria sia quelle di cavalleria cosacca.
| Sequenza dei gradi dei cosacchi nell'Impero russo |                 |                                        |
| grado inferiore: Chorunžij (Хорунжий)             | Sotnik (Сотник) | grado superiore: Pod'esaul (Подъесаул) |

Nella Tavola dei ranghi dell'Impero russo il grado di Sotnik apparteneva alla XII classefino al 1884, quando venne elevato alla X classe, corrispondente al grado di Poručik dell'esercito e di Mičman della Marina imperiale.

## Ucraina
Nel corso della prima guerra mondiale il grado di Sotnyk era in uso tra i Fucilieri ucraini del Sič equivalente al grado di Hauptmann (capitano) dell'Esercito austro-ungarico del quale facevano parte.
Alla fine della prima guerra mondiale e nei primi anni del dopoguerra il grado di Sotnyk era in uso nell'Esercito ucraino della Galizia e nell'Esercito popolare ucraino formazioni militari che presero parte alla guerra civile russa alla Guerra sovietico-ucraina alla guerra polacco-ucraina e alla guerra sovietico-polacca.
Distintivi di grado di chorunžij dell'Esercito della Repubblica popolare ucraina e dello Stato ucraino (Etmanato)
| Distintivi di grado  |               |                |               |                |                |               |
| Data di approvazione | 1 aprile 1918 | 16 giugno 1918 | 9 aprile 1919 | 24 aprile 1919 | 30 luglio 1919 | 30 marzo 1920 |

Nel corso della seconda guerra mondiale il grado di Sotnyk era in uso nell'esercito insurrezionale ucraino, che costituiva l'ala militare dell'Organizzazione dei Nazionalisti Ucraini e più precisamente della fazione facente riferimento a Stepan Bandera e che proseguì nella sua lotta contro l'Unione Sovietica anche nei primi anni del secondo dopoguerra cessando di esistere nel 1954 essendo stato annientato dall'Esercito sovietico e dai servizi segreti tra la fine degli anni quaranta e l'inizio degli anni cinquanta.

## Turchia
Nei paesi turcofoni dell'Asia centrale la posizione di capo dei cento o centurione era denominata Yüzbaşı (turco ottomano: يوزباشي; yüz-başı dalla parola turca yüz - cento e baş - capo) che esisteva nel Medioevo tra le tribù turche che passarono a un stile di vita sedentario. Quando se ne presentava la necessità, l'esercito veniva reclutato in modo tale che per ogni casa venisse richiamata una persona. Pertanto, in tempo di guerra, lo yüzbaşı comandava cento soldati, mentre in tempo di pace aveva sotto il suo controllo cento famiglie. Negli stati dell'Asia centrale, il titolo di Yüzbaşı veniva dato al capo di un distaccamento. In Turchia e in Persia, questo era in precedenza il nome dato ai comandanti militari che erano considerati assistenti del minbaşı, nonché ai governanti dei clan nomadi che costituivano l'esercito irregolare.
Il grado era in vigore nell'ultimo periodo dell'Impero ottomano, dopo che in precedenza, nell'Esercito Ottomano fino a metà del XIX secolo la denominazione era bölükbaşı ed è attualmente in vigore nel moderno Esercito turco e corrisponde al grado di capitano degli altri eserciti della NATO.

## Croazia e Slovenia
Nell'Esercito croato Satnik è il comandante di un'unità chiamata satnija equivalente di compagnia costituita da circa 100-150 soldati.
Il grado di Stotnik è utilizzato dalle forze armate slovene ed è omologo al grado di capitano nelle altre forze armate della NATO.